# 도밍고 파우스티노 사르미엔토 철도

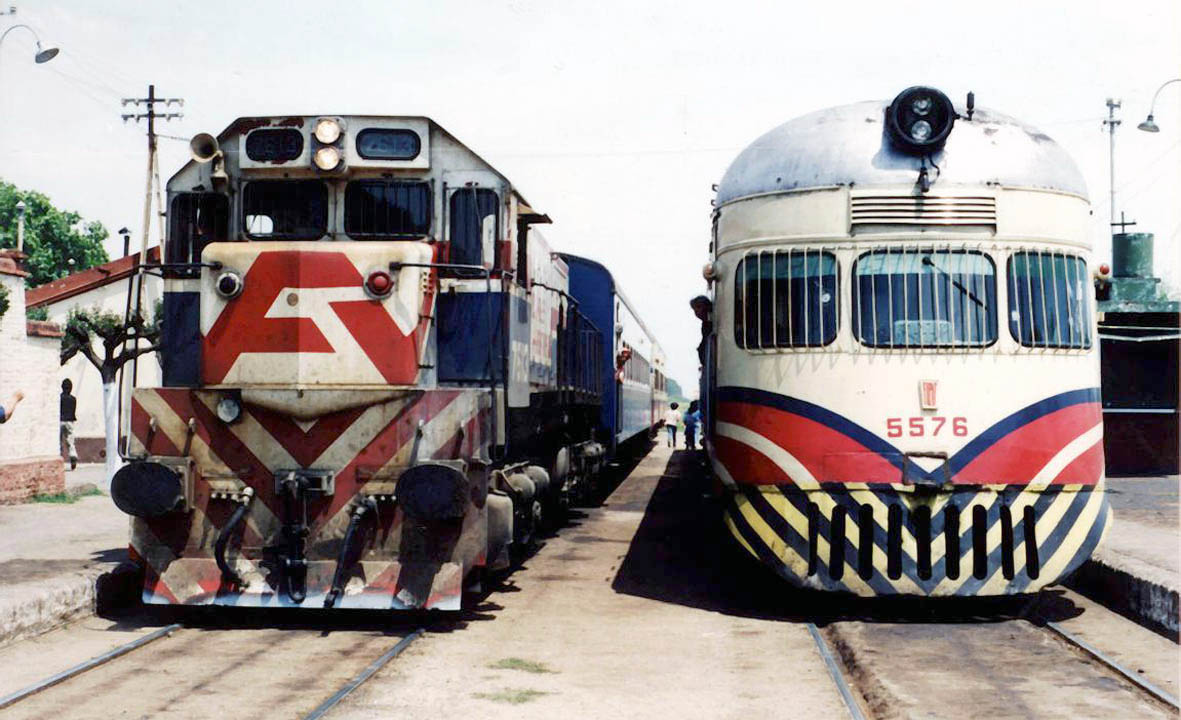

철도 도밍고 파우스티노 사르미엔토(스페인어: Ferrocarril Domingo Faustino Sarmiento)는 온세역을 중심으로 한 아르헨티나의 철도 교통이다. 아르헨티나의 대통령인 도밍고 사르미엔토에서 이름을 따왔다.